# أليساندرو بيتيغا
أليساندرو بيتيغا (بالإيطالية: Alessandro Bettega)‏ هو لاعب كرة قدم إيطالي في مركز الوسط، ولد في 5 مايو 1987 في تورينو في إيطاليا. لعب مع إيه أس بيتزاغيتوني ونادي بيرغوليتزي 1932 ونادي رافينا ونادي سيينا ونادي مونزا ويوفنتوس.

## وصلات خارجية
- أليساندرو بيتيغا على موقع قاعدة بيانات كرة القدم.إي يو (الإنجليزية)
- أليساندرو بيتيغا على موقع Soccerway.com (الإنجليزية)